# Duché de Coislin
Pour les articles homonymes, voir Coislin.
Coislin est une ancienne seigneurie située dans l'actuelle commune de Campbon (Loire-Atlantique), ultérieurement érigée en marquisat puis en duché de Coislin, donc une importante possession féodale dans l'ouest du comté de Nantes. Le siège de la seigneurie se trouve au château de Coislin.

## Historique
Campbon (Loire-Atlantique), fut le siège d'une seigneurie, qui, après avoir appartenu aux La Muce, passa par alliance aux Le Guennec, puis aux Baye et enfin aux seigneurs du Cambout (Famille du Cambout).
On connaît un Alain du Cambout, existant dans le XIIe siècle, dont l'arrière-petit-fils, nommé Jean du Cambout, épousa, en 1398, Jeanne de Rohan. De ce mariage sortirent Alain et Jean « le Premier », maître d'hôtel de Jeanne, fille de Charles II le Mauvais, roi de Navarre, qui épousa, au mois de janvier 1405, Jean IV, duc de Bretagne ; et le second, maitre d'hôtel du même prince.
La seigneurie de Coislin passa, en 1552, dans cette famille, par le mariage de René du Cambout, grand veneur et gouverneur-réformateur des eaux et forêts de Bretagne, avec Françoise de Baye, dame de Coislin. Ils eurent un fils nommé François du Cambout, grand veneur de Bretagne, et gouverneur de Nantes sous le duc de Mercœur.
François du Cambout, grand-maitre des eaux et forêts de France, acquit, en 1625, la baronnie de Pontchâteau, et épousa Louise du Plessis de Richelieu, dame de Beçay, tante du cardinal de Richelieu, dont il eut plusieurs enfants.
Charles, l'un d'eux, fut chevalier des ordres du roi, son lieutenant en Bretagne, et gouverneur des ville et château de Brest. César, fils aîné, colonel-général des Suisses et Grisons, épousa Marie-Madelaine Séguier. Ce fut en sa faveur que le roi érigea la terre et seigneurie en marquisat de Coislin, par ses lettres du mois d'août 1634 portant union des seigneuries de Coislin, de Quilly et la châtellenie de Campbon, et par d'autres de surannation, du mois de décembre 1656, enregistrées au Parlement de Bretagne le 11 octobre 1659, et à la Chambre des comptes l'an 1661. César du Cambout avait encore un autre frère, nommé Pierre, qui fut évêque d'Orléans, cardinal, grand aumônier de France et commandeur de l'ordre du Saint-Esprit.
Les baronnies de La Roche-Bernard il et de Pontchâteau furent unies à ce marquisat, érigé en duché-pairie de Coislin par lettres du mois de décembre 1663, enregistrées au Parlement le 5 du même mois, et à la Chambre des comptes le 16 avril 1671, en faveur d'Armand du Cambout, qui fut depuis chevalier des ordres du roi et lieutenant-général de ses armées.
Ce seigneur eut un fils nommé Pierre, duc de Coislin, qui mourut sans postérité le 7 mai 1710 ; et un autre nommé Henri-Charles du Cambout, évêque de Metz, commandeur de l'ordre du Saint-Esprit. Ce dernier devint héritier du duché de Coislin, qui s'éteignit à sa mort, en 1733.
Le 19 septembre 1795, le château et les terres du Cambout, confisqués à Pierre du Cambout de Beçay (mort le 29 avril 1817), vicomte de Carheil, marquis de Coislin, sont vendus comme bien national. Pierre du Cambout les rachète le 1er juin 1805.

## Seigneurs de Coislin issus de laFamille du Cambout
- René du Cambout de Coislin ( † mars 1577), seigneur du Cambout, du Chef-de-Bois et de Blais, seigneur de Coislin, chevalier de l'Ordre du roi, capitaine de 50 hommes d'armes de ses ordonnances, grand veneur de Bretagne, Grand-maître aux Eaux, Bois et Forêts de Bretagne,
marié le 12 novembre 1537 à Françoise Baye, dame héritière de Mérionnec et de Coislin,

- François du Cambout (vers 1542 † 12 octobre 1625), fils du précédent, seigneur du Cambout, châtelain de Campbon, seigneur de Coislin, seigneur de Mérionnec et du Chef-du-Bois, baron de Pontchâteau par acquisition, pour laquelle il fit hommage au roi en 1599, gouverneur de Nantes, chevalier de l'ordre du roi, grand-veneur et Grand maître, enquêteur et général réformateur aux Eaux, Bois et Forêts de Bretagne, chambellan du Duc d'Alençon, gentilhomme de la chambre du roi, conseiller du roi en ses conseils,
marié le 24 avril 1565 à Louise du Plessis, dame héritière de Beçay, tante du cardinal de Richelieu,

## Marquis de Coislin

### 1recréation (1634)
1. Charles du Cambout (1577 - château de Coislin † 4 mars 1648 - château de La Brétesche, inhumé en l'église de Missillac), fils du précédent, seigneur puis 1er marquis de Coislin (marquisat érigé en 1634 à partir des seigneuries de Coislin et Quilly, châtellenie de Campbon et baronnie de Pontchâteau), châtelain de Campbon, seigneur de Quilly, baron de Pontchâteau (par usurpation de la baronnie vacante), baron de La Roche-Bernard, seigneur de Launequien, de Camboy, de Bossignol, de Blais et du Chef-du-Bois, conseiller au conseil d'état et privé, chevalier de l'ordre du Saint-Esprit, gouverneur des ville et forteresse de Brest, lieutenant général en Basse-Bretagne, président à l'assemblée de la noblesse en qualité d'ancien baron de la province (1624), député des États de Bretagne pour l'ordre de la noblesse (1625) et maintenu en 1630 en toutes les assemblées publiques de la province, aux assises et tenues d'états dans le rang des anciens barons du pays,
2. Pierre-César du Cambout (vers 1613 † 28 juillet 1641 - au siège d'Aire), marquis de Coislin, comte de Crécy, colonel-général des Suisses & Grisons, lieutenant-général des armées du roi, il se signala en plusieurs occasions, principalement dans le passage du Rhin à Mayence, à la retraite de Veudres, aux prises de Hesdin et d'Arras,
3. Armand du Cambout (1635-1702), fils du précédent, marquis puis 1er duc de Coislin ;

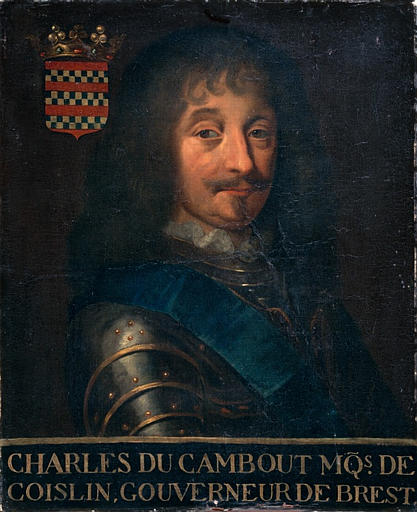
Charles du Cambout (1577-1648), 1er marquis de Coislin
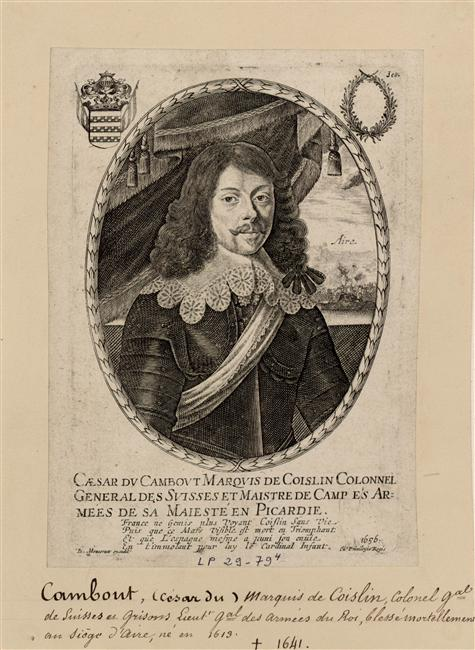
Pierre-César du Cambout (1613-1641), 2e marquis de Coislin

### 2ecréation(1734)
1. Pierre-Armand du Cambout de Beçay (1704 † 13 juillet 1739 - Guenrouët), vicomte de Carheil, 1er marquis de Coislin (1734), Capitaine de dragons en second au Régiment d'Orléans ;
2. Charles Georges René du Cambout de Beçay (15 février 1728 - Plessé † 20 janvier 1771 - Plessé), fils du précédent, vicomte de Carheil, 2e marquis de Coislin, seigneur de Pontcohan, l'Epinais, Chafaut, la Boulais, baron de Coëtrivas, Keravéon, maréchal de camp, marié, sans postérité ;
3. Pierre François du Cambout de Coislin (janvier 1734 † 29 avril 1817), frère du précédent, vicomte de Carheil, 3e marquis de Coislin (1771), émigra en 1791 ;
4. Pierre Louis du Cambout de Coislin[2] (12 février 1769 - Plessé † 9 juillet 1837 - Plessé), fils du précédent, 4e marquis de Coislin (1823), Député (1815-1823), Pair de France héréditaire (Baron-pair le 23 décembre 1823, lettres patentes du 28 mai 1824), officier de la Légion d'honneur ;
5. Pierre Adolphe du Cambout de Coislin (5 pluviôse an XIII (25 janvier 1805) - Angers † 2 septembre 1873 - Courgivaux (Marne)), fils du précédent, 5e marquis de Coislin, ancien page de Louis XVIII, officier de cavalerie, Médaille militaire (juillet 1871), marié, dont deux filles. Avec lui s'est éteinte la branche des marquis de Coislin.

## Ducs de Coislin
1. Armand du Cambout (1er septembre 1635 à Paris † 16 septembre 1702), 3e marquis puis 1er duc de Coislin (par union en 1665 des marquisat de Coislin, baronnies de Pontchâteau, et de La Roche-Bernard et de la seigneurie de Brignan), comte de Crécy, baron de Pontchâteau, baron de La Roche-Bernard, seigneur de Brignan, maître de camp général de la cavalerie légère de France, lieutenant général des armées du roi en Basse-Bretagne, Prévôt de Paris, élu membre de l'Académie française en 1652, il en deviendra doyen, chevalier de l'Ordre du Saint-Esprit, pair de France,
2. Pierre du Cambout (23 août 1655 † 7 mai 1710 - Paris), fils du précédent, duc de Coislin, baron de La Roche-Bernard, pair de France, membre de l'Académie française (1702-1710),
3. Henri-Charles du Cambout (15 septembre 1665 - Paris † 28 novembre 1732, frère du précédent, Prince-évêque de Metz, Prince du Saint-Empire, duc de Coislin, baron de La Roche-Bernard, comte de Crécy, chevalier de Malte, premier aumônier du roi, commandeur de l'Ordre du Saint-Esprit, membre de l'Académie française (1702-1710), pair de France, président des États de Bretagne,

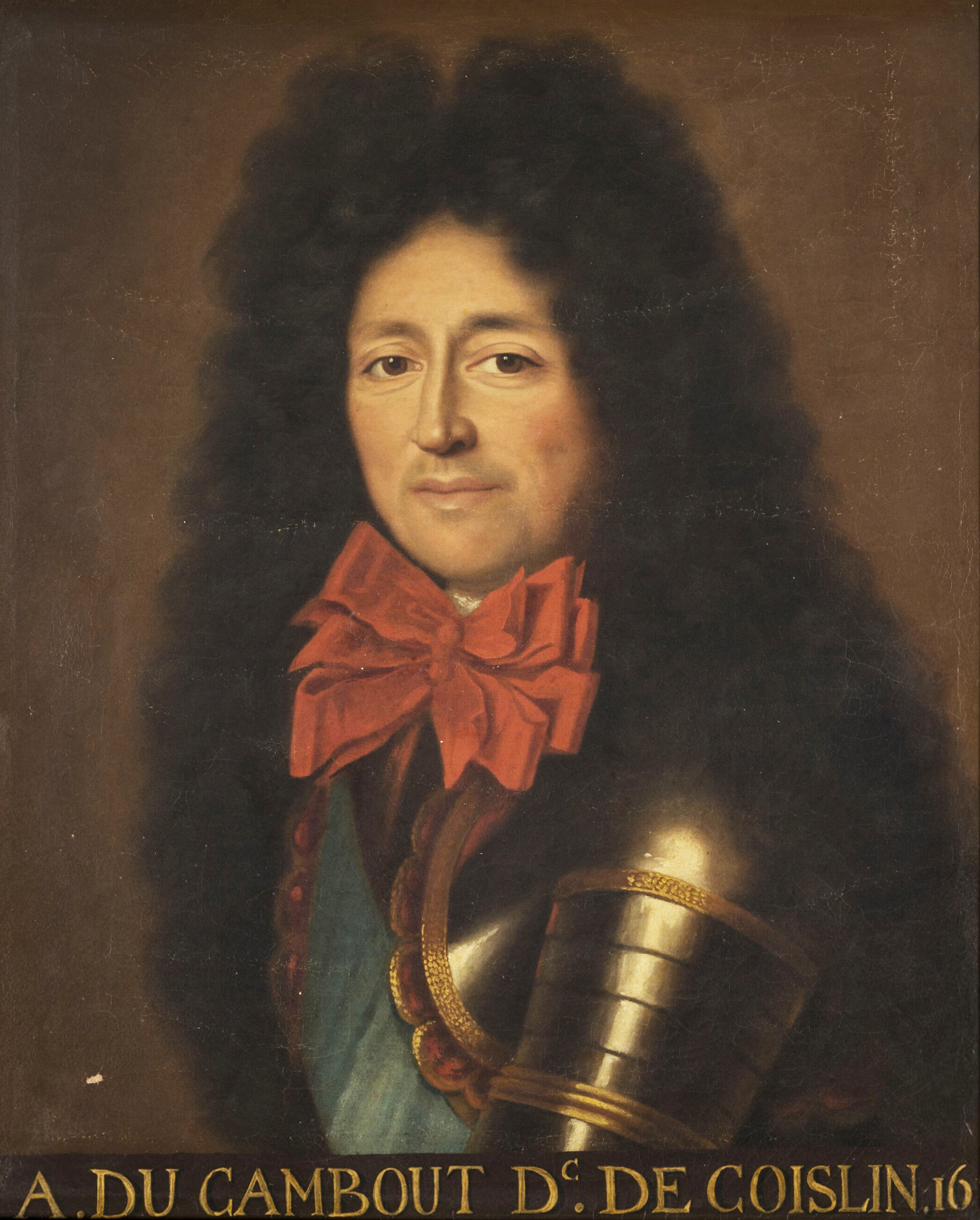
Armand du Cambout (1635-1702), 3e marquis de Coislin, puis 1er duc de Coislin
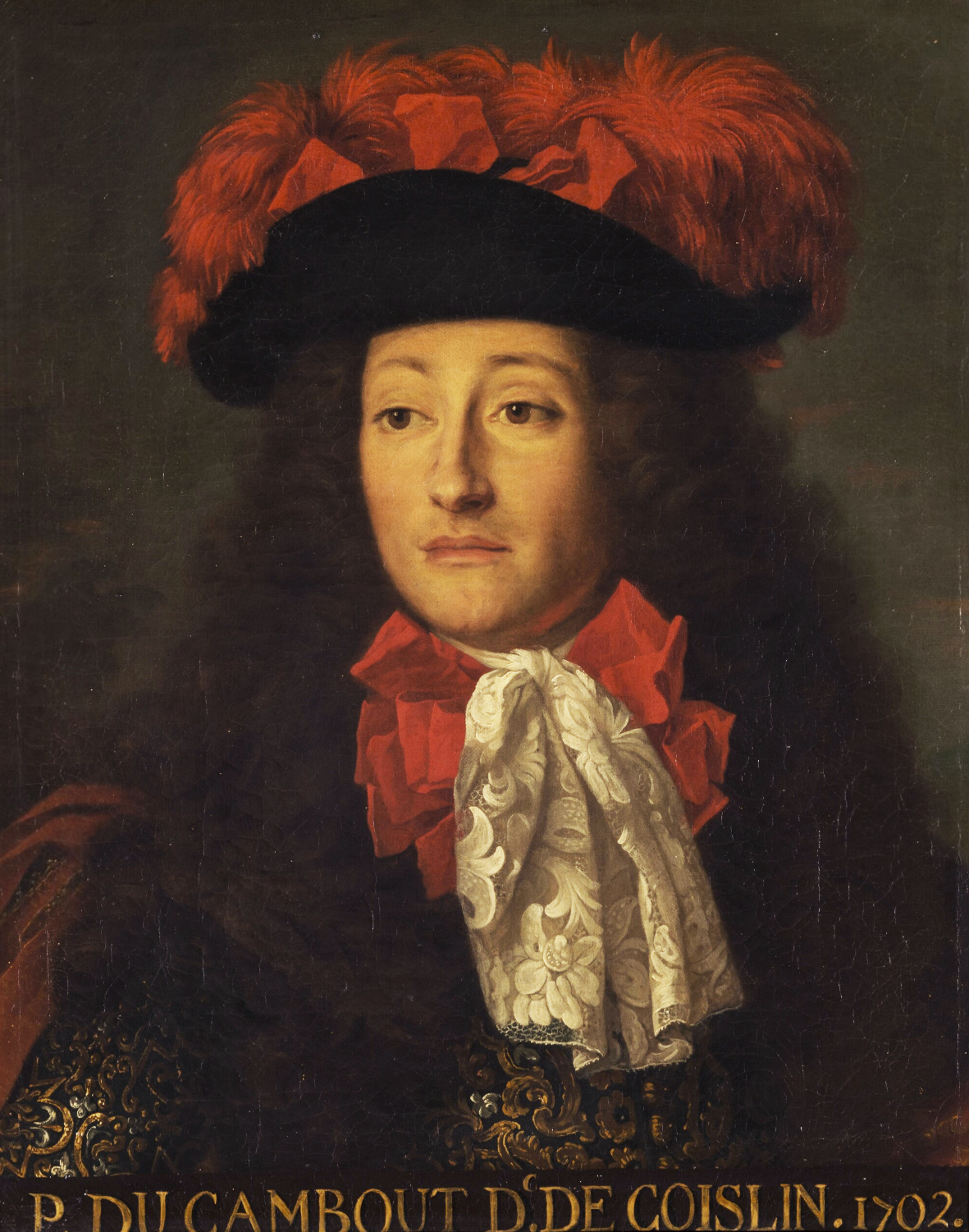
Pierre du Cambout (1655-1710), 2e duc de Coislin
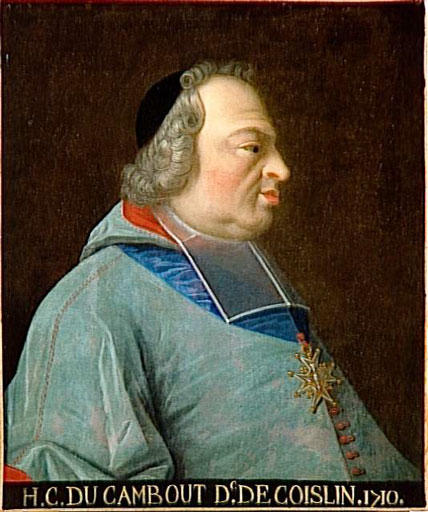
Henri-Charles du Cambout (1665-1732), 3e duc de Coislin